# Allen Stack
Allen McIntyre Stack (New Haven, 23 gennaio 1928 – Honolulu, 12 settembre 1999) è stato un nuotatore statunitense.
Specializzato nel dorso ha vinto la medaglia d'oro nei 100 m dorso ai Giochi olimpici di Londra 1948.
Nel 1979 è diventato uno dei Membri dell'International Swimming Hall of Fame.
È stato primatista mondiale dei 100 m e 200 m dorso.

## Palmarès
- Olimpiadi

Londra 1948: oro nei 100 m dorso.
- Giochi panamericani

1951 - Buenos Aires: oro nei 100 m dorso e nella staffetta 3x100 m misti.